# Scandix radiata
Scandix radiata är en flockblommig växtart som beskrevs av Richard Anthony Salisbury. Scandix radiata ingår i släktet nålkörvlar, och familjen flockblommiga växter. Inga underarter finns listade i Catalogue of Life.